# Municipio de Hill River
El municipio de Hill River (en inglés: Hill River Township) es un municipio ubicado en el condado de Polk en el estado estadounidense de Minnesota. En el año 2010 tenía una población de 157 habitantes y una densidad poblacional de 1,67 personas por km².

## Geografía
El municipio de Hill River se encuentra ubicado en las coordenadas 47°42′37″N 95°46′2″O / 47.71028, -95.76722. Según la Oficina del Censo de los Estados Unidos, el municipio tiene una superficie total de 94.05 km², de la cual 90,59 km² corresponden a tierra firme y (3,67 %) 3,45 km² es agua.

## Demografía
Según el censo de 2010, había 157 personas residiendo en el municipio de Hill River. La densidad de población era de 1,67 hab./km². De los 157 habitantes, el municipio de Hill River estaba compuesto por el 93,63 % blancos, el 1,91 % eran amerindios y el 4,46 % eran de una mezcla de razas. Del total de la población el 0 % eran hispanos o latinos de cualquier raza.